# Marlén Viñayo
Marlén Viñayo, née en 1987 à León en Espagne, est une cinéaste et documentariste espagnole. 
Depuis 2013, elle vit au Salvador.

## Biographie
Marlén Viñayo est diplômée en 2011 en communication audiovisuelle à l'Université Carlos-III de Madrid. En 2012, elle obtient un master en cinéma documentaire et l'École supérieure de cinéma et d'audiovisuel de Catalogne (ESCAC). Elle travaille pour différents producteurs de films, de télévision et de publicité en Espagne, aux États-Unis et au Salvador.
En 2013, elle s'installe au Salvador. En 2019, elle réalise Cachada, son premier long métrage documentaire en tant que réalisatrice. Elle présente le quotidien précaire des vendeuses ambulantes salvadoriennes, qui participent à un atelier de théâtre. Elles livrent leurs difficultés, la violence à laquelle elles sont confrontées.
En 2020, elle tourne Imperdonable. Ce film décrit le quotidien de Geovany, reclus dans la prison surpeuplée de San Francisco Gotera. Membre d'un gang, il tue un membre d'un gang adverse à l'âge de 12 ans. Il se convertit à la religion évangélique. Il vit dans une cellule avec trois autres garçons. Ils sont isolés des autres prisonniers, car ils sont en danger de mort. Leur plus grand crime est celui d'être homosexuel.

## Films
- Cachada, Salvador, 82 min, 2019
- Imperdonable (Unforgivable), Salvador, 36 min, 2020

## Prix
- Prix Public du documentaire, Rencontres du cinéma latino-américain, Pessac, 2021[7]
- Meilleur documentaire, Sebastopol Documentary Film Festival (SDFF), 2021[6]